# Adam Selbert
Adam Selbert (* 16. Mai 1893 in Gemünden; † 17. Mai 1965 in Kassel) war ein deutscher Beamter und Politiker.

## Werdegang bis 1933
Adam Selbert wuchs in Mainz auf. Mit 14 Jahren zog er zu einer Tante nach Niederzwehren, um in Kassel eine Lehre als Buchdrucker zu absolvieren. Nach dem Abschluss seiner Lehre war er als Schriftsetzer für den Mainzer Anzeiger tätig, später als politischer Redakteur für eine Zeitung in Worms. Im Jahr 1913 wurde er Mitglied der SPD und als jüngster Abgeordneter in den Kommunal- und Provinziallandtag von Hessen-Nassau gewählt. Im Ersten Weltkrieg wurde er als Soldat eingezogen. Während der Novemberrevolution 1918/1919 war er zunächst Mitglied und dann Vorsitzender des Arbeiter- und Soldatenrates in Niederzwehren. Ab 1922 war er in Niederzwehren Sekretär, später Obersekretär für soziale Fragen in der Gemeinde. Er wurde Beigeordneter, von 1930 bis 1933 stellvertretender Bürgermeister und Mitglied des Kreisausschusses des Landkreises Kassel.
1920 heiratete Adam Selbert die drei Jahre jüngere Elisabeth Rohde, die er während seines Engagements im Arbeiter- und Soldatenrat kennengelernt hatte. Während ihres gesamten Ehelebens waren beide politisch sehr aktiv und Adam Selbert ermutigte seine Frau, das Abitur nachzuholen und ein Jurastudium aufzunehmen. Das Ehepaar bekam zwei Söhne, 1921 und 1922 geboren. Als seine Frau 1926 ihr Studium begann, kümmerte er sich gemeinsam mit seinen Schwiegereltern um Kinder und Haushalt. Er war der Meinung, dass es seine Frau in der Politik aufgrund ihrer besseren Bildung weiter bringen würde, während er selbst, wie seine Frau später sagte, mit Leib und Seele Kommunalpolitiker war. Elisabeth Selbert beschrieb die Partnerschaft mit ihrem Mann als „Neigungsehe“. Sie machte die politische Karriere, die sich ihr Mann für sie gewünscht hatte, und ging als eine der Mütter des Grundgesetzes in die Geschichte ein.
Adam Selberts spätere Schwiegertochter Ruth Selbert, selbst lange Jahre Mitglied des Stadtrates von Kassel, beschrieb ihn als gütigen, humorvollen Menschen, der es schätzte, „wenn man ihm mit Witz parierte“.

## Zeit des Nationalsozialismus

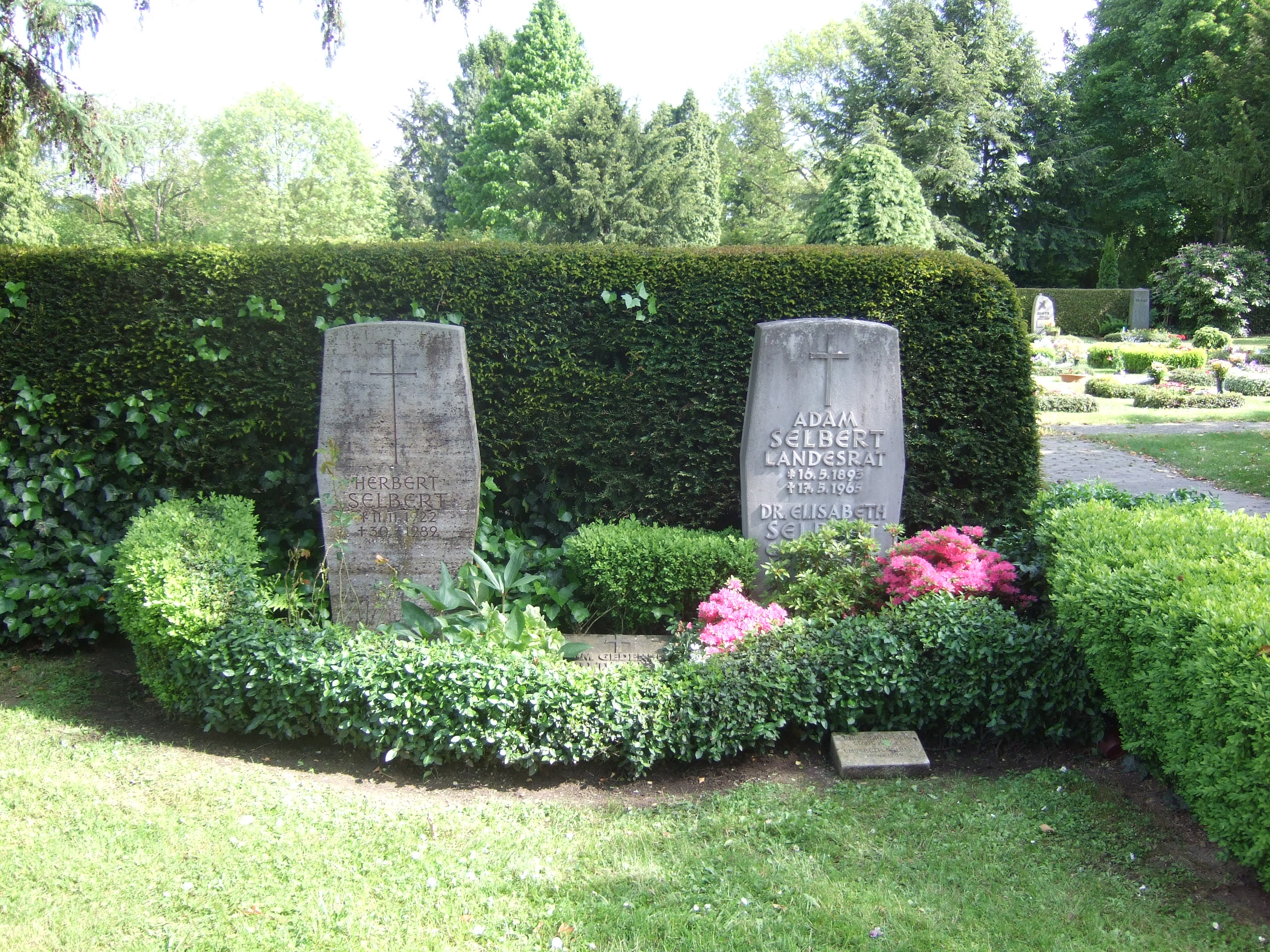
Das gemeinsame Grab von Adam und Elisabeth Selbert in Niederzwehren

Nach der „Machtergreifung“ durch die Nationalsozialisten im Januar 1933 wurde Selbert aus seinen Ämtern „unter Polizeigewalt“ entfernt. Gegen diese Entlassung, die noch vor Inkrafttreten des Gesetzes zur Wiederherstellung des Berufsbeamtentums am 7. April 1933 erfolgte, setzte er sich entschieden zur Wehr. Er legte mehrfach beim Regierungspräsidenten in Kassel dagegen Einspruch ein. Um unabhängig in der Kommune arbeiten zu können, habe er schon 1930 seine parteipolitischen Ämter niedergelegt. Im Juni 1933 war er vier Wochen lang im KZ Breitenau als „Schutzhäftling“ inhaftiert, gemeinsam mit weiteren Bürgermeistern aus der Umgebung. Folge dieser Inhaftierung war ein schwerer Diabetes. Am 11. Dezember 1933 wurde er endgültig durch das preußische Innenministerium entlassen und sein Gehalt von 4200 Reichsmark auf eine Rente von 1200 Reichsmark jährlich gekürzt. Bis 1945 blieb er arbeitslos und die Familie wurde durch die Einkünfte seiner Frau unterhalten, die als Rechtsanwältin arbeitete.

## Spätere Jahre
Nach 1945 engagierte sich Adam Selbert wieder in der Kommunalpolitik. Vom Landeswohlfahrtsverband Hessen wurde er zum Landesrat berufen; er war Personaldezernent und zeitweise Stellvertreter des Landeshauptmanns. Selbert starb im Mai 1965, seine Frau überlebte ihn um über 20 Jahre. Das Ehepaar ist gemeinsam in einem Grab auf dem Friedhof in Niederzwehren bestattet.

## Ehrungen
Selbert wurde mit dem Bundesverdienstkreuz 1. Klasse ausgezeichnet. In Niederzwehren, heute ein Stadtteil von Kassel, wurde eine Straße nach ihm benannt.